# Etoglucide
L'etoglucide è un antineoplastico alchilante, impiegato nel trattamento di vari tipi di neoplasie, in particolar modo nel trattamento dei tumori non invasivi della vescica.

## Usi clinici
L'etoglucide venne utilizzata per anni nel trattamento di tumori cerebrali inoperabili, o nel glioma cerebrale. Tuttavia il suo impiego più vasto è avvenuto nel trattamento dei tumori della vescica e della prostata.

## Effetti collaterali
L'etoglucide induce mielosoppressione, ma meno rispetto ad altre sostanze alchilanti. Il farmaco tende particolarmente a determinare neutropenia.

I valori ematici tendono a tornare nella norma a distanza di 2-3 settimane dal trattamento.

## Dosi terapeutiche
L'etoglucide viene somministrato per instillazione vescicale come soluzione all'1-2% in acqua sterile o in soluzione fisiologica.

## Controindicazioni e precauzioni d'uso
Occorre evitare il contatto con la pelle e le mucose per l'azione irritante del farmaco.

È molto importante distruggere la sostanza prima di gettarla via.

La soluzione diluita di etoglucide può essere inattivata per aggiunta di un volume di acido cloridrico concentrato ogni tre volumi di soluzione. Dopo 30 minuti, necessari per permettere l'inattivazione, si neutralizza la soluzione con sodio idrossido. Solo a questo punto si può eliminarla.
 L'inattivazione può essere effettuata anche con un ugual volume di acido cloridrico al 10%. Queste operazioni devono essere eseguite sotto cappa ventilata. I recipienti dovrebbero essere lavati con acido cloridrico al 10% e poi con acqua.

Le acque di lavaggio riunite devono essere lasciate a riposo per 30 minuti, neutralizzate e, infine, gettate via.